# Кінна артилерія
Кі́нна артиле́рія — вид польової артилерії, призначений для забезпечення оперативної вогневої підтримки шляхом застосування артилерійського озброєння, яке складається з легких гармат або гаубиць, з обслугою верхи на конях. 
Кінні артилерійські підрозділи забезпечували високомобільну вогневу підтримку, особливо кавалерійським частинам, і існували в арміях Європи, Америки та Азії з початку 17-го до середини 20-го століття. В подальшому кінна артилерія була замінена на моторизовану і самохідну артилерію.

## Тактика
Кінна артилерія відзначалася високою мобільністю і використовувалася для оперативної вогневої підтримки кавалерійських та маневрених з'єднань. Її головною перевагою була здатність швидко змінювати позиції, що давало змогу завдавати раптових ударів, підтримувати наступ або прикривати відступ власних військ. На відміну від звичайної польової артилерії, кінна артилерія діяла в тісній взаємодії з кавалерією, супроводжуючи її під час маневрів та забезпечуючи артилерійську підтримку в бою.

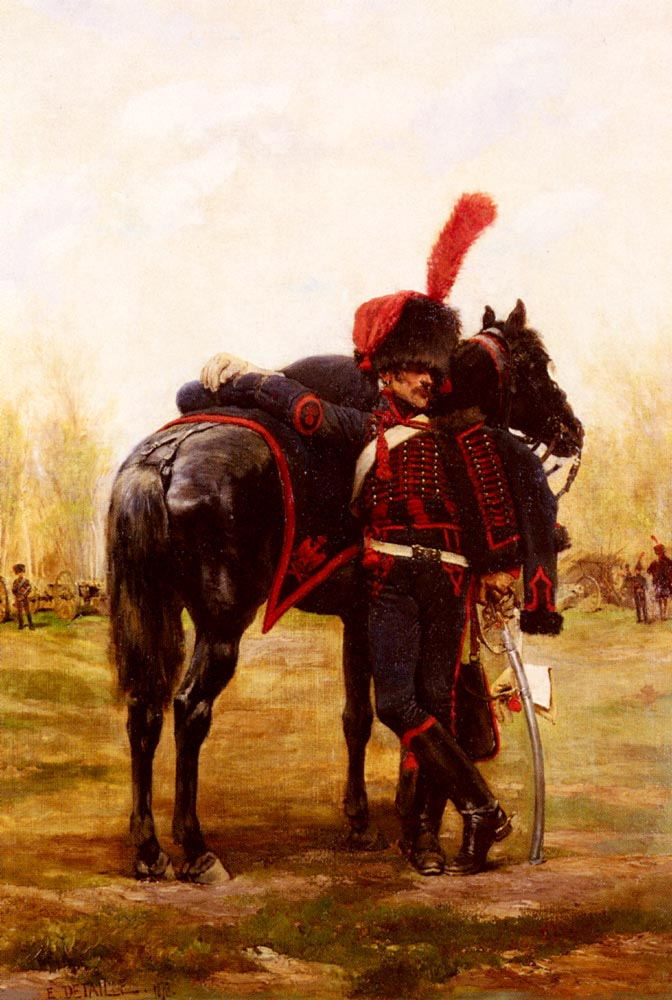
Кінний артилерист Імператорської гвардії

Кінна артилерія була універсальною і часто підтримувала дружні кавалерійські підрозділи, розбиваючи ворожі піхотні формування, такі як каре, швидким концентрованим вогнем. Це робило ворожу піхоту вразливою для кавалерійських атак. Основним способом дій було розгортання батарей на флангах або в проміжках між кавалерійськими підрозділами, що дозволяло вести прицільний вогонь по противнику, не заважаючи маневрам власних військ. У деяких випадках гармати висувалися максимально близько до лінії ворога, відкривали інтенсивний вогонь, після чого швидко змінювали позицію, уникаючи контратаки. Завдяки своїй мобільності кінна артилерія ефективно застосовувалася для завдання раптових ударів по противнику, підтримки кавалерійських атак та контрнаступів.

## Історія
Кінна артилерія з’явилася у XVII столітті як відповідь на потребу поєднання вогневої потужності артилерії з мобільністю кавалерії. Першими її почали застосовувати європейські армії, зокрема під час Тридцятирічної війни (1618–1648), шведський король Густав II Адольф експериментував із легкими гарматами, здатними рухатися разом із кавалерією. Однак справжнього розвитку кінна артилерія набула в XVIII столітті, коли її активно впровадили у своїх арміях Пруссія, Франція, Російська імперія та Австрія.
Король Пруссії Фрідріх Великий був одним із перших європейських монархів, хто систематично використовував кінну артилерію для підтримки швидких маневрених операцій. Усвідомлюючи важливість мобільності, впровадив кінну артилерію як окремий рід військ у 1759 році під час Семирічної війни (1756–1763). Його метою було створити артилерійські підрозділи, які могли б швидко змінювати позиції, підтримуючи кавалерійські атаки та реагуючи на тактичні зміни в ході бою. Прусська кінна артилерія відзначалася високою маневреністю та ефективністю на полі бою. 

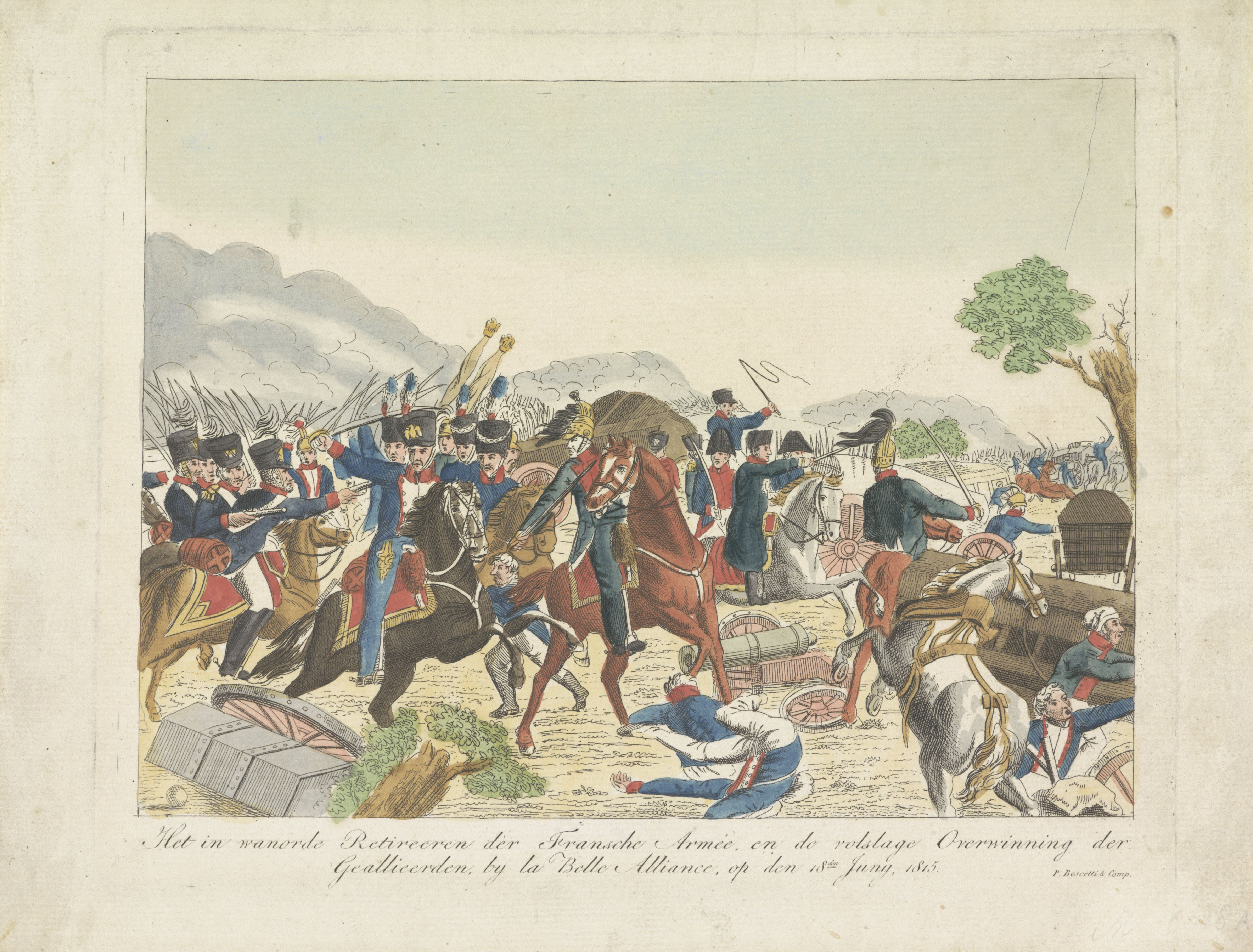
Атака кінноти на французьку кінну артилерію під битви під Ватерлоо у 1815 році.

У період Наполеонівських воєн кінна артилерія стала невід'ємною частиною швидких маневрених операцій. Наполеон Бонапарт приділяв особливу увагу її розвитку, використовуючи артилерійські батареї для підтримки кавалерійських атак та нанесення раптових ударів по вразливих ділянках фронту. Французька кінна артилерія відзначалася високою дисципліною, швидкістю пересування і здатністю швидко змінювати позиції, що давало значну перевагу на полі бою. В армії Наполеона кінна артилерія досягла найвищого рівня організації та ефективності, забезпечуючи мобільну вогневу підтримку та сприяючи успіхам французької армії на полі бою.
Протягом XIX століття кінна артилерія залишалася важливим компонентом армій багатьох держав. Її активно використовували під час Американо-мексиканської війни (1846–1848), Кримської війни (1853–1856), громадянської війни в Америці (1861–1865) та інших конфліктів. Проте із розвитком військової техніки, зокрема з появою швидкострільних гармат та залізничного транспорту, роль кінної артилерії почала поступово зменшуватися.
На початку XX століття, особливо під час Першої світової війни (1914–1918), кінна артилерія стала менш ефективною через зміну характеру бойових дій. Окопна війна, насиченість фронту кулеметами та важкою артилерією зробили її малопридатною для поля бою. Останні випадки використання кінної артилерії відзначалися ще на початку Другої світової війни (1939–1945), однак її швидко витіснили моторизовані та самохідні артилерійські системи.